# Clifford Ray
Clifford Ray (nacido el 21 de enero de 1949 en Union, Carolina del Sur) es un exjugador y exentrenador de baloncesto estadounidense que jugó durante diez temporadas en la NBA. Con 2,05 metros de estatura, lo hacía en la posición de alero.

## Trayectoria deportiva

### Universidad
Jugó durante cuatro temporadas con los Sooners de la Universidad de Oklahoma, en las que promedió 10,9 puntos y 10,9 rebotes por partido. En su último año fue elegido en el mejor quinteto de la Big Eight Conference tras liderar la conferencia en rebotes, con 12,0 por partido.

### Profesional
Fue elegido en la cuadragésima posición del 1971 por Chicago Bulls, y también por los Virginia Squires en el draft de la ABA, fichando por los primeros. En su primera temporada se reveló como un gran reboteador, promediando 10,6 rechaces en apenas 23 minutos de juego por partido, lo que unido a sus 7,0 puntos por partido le valieron para aparecer en el mejor quinteto de rookies de la NBA.
Su progresión en el aspecto defensivo fue en aumento. Así, en la temporada 1973-74 apareció entre los diez mejores reboteadores (12,2) y taponadores (2,2) de la liga. Llegó a ser incluso el undécimo jugador más votado para el MVP de la NBA, galardón que se llevó Kareem Abdul-Jabbar.
Antes del comienzo de la temporada 1974-75 fue traspasado, junto con una futura primera ronda del draft a Golden State Warriors, a cambio del veterano Nate Thurmond. Esa fue su mejor campaña anotadora como profesional, promediando 9,4 puntos, siendo el mejor reboteador del equipo con 10,6 rebotes por partido, en un año en el que además consiguió su único anillo de campeón de la NBA, tras derrotar en las Finales a Washington Bullets por 4-0.
La llegada de Robert Parish en la temporada 1976-77 hizo que se repartieran los minutos en la posición de pívot. Jugó con los Warriors hasta 1981, cuando Larry Smith y Joe Barry Carroll le cerraron el paso, promediando esa temporada tan solo 2,4 puntos y 3,3 rebotes por partido. Al término de esa temporada optaría por retirarse.

### Entrenador
Comenzó su carrera de entrenador como asistente de los Dallas Mavericks en 1987, donde estuvo seis temporadas encargándose de los hombres altos del equipo. En 1994 fichó por los Fort Wayne Fury de la CBA, donde ocupó por primera y hasta la fecha última vez el cargo de entrenador principal, pero solo dirigió 12 partidos. Al año siguiente, su excompañero en los Warriors, Butch Beard, lo contrata como su asistente en los New Jersey Nets donde permanece una temporada, para firmar al año siguiente en el mismo puesto por Washington Bullets. Desde entonces ha ocupado el cargo de asistente en Golden State Warriors, Cleveland Cavaliers, Orlando Magic y Boston Celtics, equipo al que pertenece en la actualidad.

## Estadísticas de su carrera en la NBA

### Temporada regular
| Temporada | Edad | Equipo                | Liga | P   | TIT | MIN  | TC  | TCA | %TC  | 3P  | 3PA | %3P  | TL  | TLA | %TL  | R.OF. | R.DEF. | REB  | ASIS | ROB | TAP | PER | FP  | PTS |
| 1971-72   | 23   | Chicago Bulls         | NBA  | 82  |     | 22.8 | 2.7 | 5.4 | .499 |     |     |      | 1.6 | 2.7 | .615 |       |        | 10.6 | 3.1  |     |     |     | 3.6 | 7.0 |
| 1972-73   | 24   | Chicago Bulls         | NBA  | 73  |     | 27.5 | 3.5 | 7.1 | .492 |     |     |      | 1.6 | 2.6 | .619 |       |        | 10.9 | 3.7  |     |     |     | 3.2 | 8.6 |
| 1973-74   | 25   | Chicago Bulls         | NBA  | 80  |     | 32.9 | 3.9 | 7.7 | .511 |     |     |      | 1.5 | 2.5 | .608 | 3.6   | 8.7    | 12.2 | 3.1  | 0.7 | 2.2 |     | 3.5 | 9.3 |
| 1974-75   | 26   | Golden State Warriors | NBA  | 82  |     | 30.7 | 3.6 | 7.0 | .522 |     |     |      | 2.1 | 3.5 | .602 | 3.2   | 7.5    | 10.6 | 2.2  | 1.2 | 1.4 |     | 3.7 | 9.4 |
| 1975-76   | 27   | Golden State Warriors | NBA  | 82  |     | 26.6 | 2.6 | 4.9 | .525 |     |     |      | 1.7 | 2.8 | .609 | 3.3   | 6.2    | 9.5  | 1.8  | 1.0 | 1.0 |     | 3.0 | 6.9 |
| 1976-77   | 28   | Golden State Warriors | NBA  | 77  |     | 26.2 | 3.4 | 5.8 | .584 |     |     |      | 1.4 | 2.6 | .528 | 2.6   | 5.4    | 8.0  | 1.5  | 1.0 | 1.1 |     | 3.1 | 8.2 |
| 1977-78   | 29   | Golden State Warriors | NBA  | 79  |     | 28.7 | 3.4 | 6.0 | .571 |     |     |      | 1.9 | 3.1 | .609 | 3.0   | 6.6    | 9.6  | 1.9  | 0.9 | 1.1 | 1.9 | 3.7 | 8.8 |
| 1978-79   | 30   | Golden State Warriors | NBA  | 82  |     | 23.4 | 2.8 | 5.4 | .526 |     |     |      | 1.3 | 2.3 | .558 | 2.6   | 4.8    | 7.4  | 1.7  | 0.6 | 0.6 | 1.9 | 3.2 | 6.9 |
| 1979-80   | 31   | Golden State Warriors | NBA  | 81  |     | 20.8 | 2.5 | 4.7 | .530 | 0.0 | 0.0 | .000 | 1.0 | 1.8 | .564 | 1.5   | 4.2    | 5.8  | 2.3  | 0.6 | 0.4 | 1.9 | 3.3 | 6.0 |
| 1980-81   | 32   | Golden State Warriors | NBA  | 66  |     | 12.7 | 1.0 | 2.3 | .421 | 0.0 | 0.0 |      | 0.4 | 0.9 | .468 | 1.1   | 2.2    | 3.3  | 0.8  | 0.4 | 0.2 | 1.1 | 2.9 | 2.4 |
| Total     |      |                       | NBA  | 784 |     | 25.4 | 3.0 | 5.7 | .524 | 0.0 | 0.0 | .000 | 1.5 | 2.5 | .588 | 2.6   | 5.8    | 8.9  | 2.2  | 0.8 | 1.0 | 1.7 | 3.3 | 7.4 |

### Playoffs
| Temporada | Edad | Equipo                | Liga | P  | MIN  | TCA | TC  | 3PA | 3P | TLA | TL  | R.OF. | REB | ASIS | ROB | TAP | PER | FP  | PTS | %TC  | %3P | %FT  | MIN  | PTS  | REB  | AST |
| 1971-72   | 23   | Chicago Bulls         | NBA  | 4  | 161  | 27  | 51  |     |    | 7   | 9   |       | 66  | 16   |     |     |     | 15  | 61  | .529 |     | .778 | 40.3 | 15.3 | 16.5 | 4.0 |
| 1972-73   | 24   | Chicago Bulls         | NBA  | 5  | 36   | 3   | 8   |     |    | 0   | 0   |       | 9   | 1    |     |     |     | 2   | 6   | .375 |     |      | 7.2  | 1.2  | 1.8  | 0.2 |
| 1973-74   | 25   | Chicago Bulls         | NBA  | 11 | 362  | 51  | 102 |     |    | 5   | 15  | 44    | 122 | 35   | 14  | 21  |     | 45  | 107 | .500 |     | .333 | 32.9 | 9.7  | 11.1 | 3.2 |
| 1974-75   | 26   | Golden State Warriors | NBA  | 17 | 495  | 36  | 69  |     |    | 32  | 53  | 55    | 166 | 38   | 14  | 21  |     | 60  | 104 | .522 |     | .604 | 29.1 | 6.1  | 9.8  | 2.2 |
| 1975-76   | 27   | Golden State Warriors | NBA  | 13 | 377  | 48  | 79  |     |    | 22  | 34  | 43    | 130 | 20   | 19  | 19  |     | 47  | 118 | .608 |     | .647 | 29.0 | 9.1  | 10.0 | 1.5 |
| 1976-77   | 28   | Golden State Warriors | NBA  | 10 | 304  | 42  | 76  |     |    | 16  | 28  | 54    | 115 | 15   | 4   | 9   |     | 37  | 100 | .553 |     | .571 | 30.4 | 10.0 | 11.5 | 1.5 |
| Total     |      |                       | NBA  | 60 | 1735 | 207 | 385 |     |    | 82  | 139 | 196   | 608 | 125  | 51  | 70  |     | 206 | 496 | .538 |     | .590 | 28.9 | 8.3  | 10.1 | 2.1 |